# Come Back (chanson de Jessica Garlick)
Pour les articles homonymes, voir Comeback.
Chansons représentant le Royaume-Uni au Concours Eurovision de la chanson
No Dream Impossible
(2001) Cry Baby
(2003)
Come Back est la chanson de la chanteuse britannique Jessica Garlick qui représente le Royaume-Uni au Concours Eurovision de la chanson 2002 à Tallinn, en Estonie.

## Eurovision 2002
La chanson est présentée en 2002 à la suite d'une sélection interne.
Elle participe directement à la finale du Concours Eurovision de la chanson 2002, le 25 mai 2002, le Royaume-Uni faisant partie du "Big 5".